# 머지사이드 더비
머지사이드 더비(영어: Merseyside Derby)는 잉글랜드 머지사이드주의 리버풀을 연고지로 한 리버풀 FC와 에버턴 FC의 더비 경기다. 이 더비는 잉글랜드에서 가장 오래된 더비 경기인데, 1894년 10월 13일에 처음으로 두팀간의 더비 경기가 시작되었다.
전통적으로, 머지사이드 더비는 친선 더비(Friendly Derby)라고도 불리는데, 리버풀과 에버턴을 모두 지지하는 가족들이 많기 때문이다.

## 역대 전적
| 대회                 | 경기 수 | 리버풀 승 | 무승부 | 에버턴 승 | 리버풀 득점 | 에버턴 득점 |
| -------------------- | ------- | --------- | ------ | --------- | ----------- | ----------- |
| 프리미어리그/1부리그 | 202     | 78        | 67     | 57        | 280         | 229         |
| FA컵                 | 25      | 12        | 6      | 7         | 40          | 28          |
| 리그 컵              | 4       | 2         | 1      | 1         | 2           | 1           |
| FA 커뮤니티 실드     | 3       | 1         | 1      | 1         | 2           | 2           |
| 전체                 | 234     | 93        | 75     | 66        | 324         | 260         |

## 같이 보기
- 노스웨스트 더비